# Raión de Pologi
Raión de Pologi (en ucraniano: Пологівський район) es un raión o distrito de Ucrania en el óblast de Zaporiyia. La capital es la ciudad de Pologi.
Comprende una superficie de 6762 km².

## Demografía
Según estimación 2010 contaba con una población total de 48043 habitantes.

## Otros datos
El código KOATUU es 	2324200000. El código postal 70600 y el prefijo telefónico +380 6165.